# Ебланж
Ебланж (фр. Eblange) насеље је и општина у североисточној Француској у региону Лорена, у департману Мозел која припада префектури Буле Мозел.
По подацима из 2011. године у општини је живело 383 становника, а густина насељености је износила 115,36 становника/km². Општина се простире на површини од 3,32 km². Налази се на средњој надморској висини од 202 метара (максималној 295 m, а минималној 198 m).

## Демографија
| 1962. | 1968. | 1975. | 1982. | 1990. | 1999. | 2011. |
| ----- | ----- | ----- | ----- | ----- | ----- | ----- |
| 141   | 143   | 122   | 217   | 251   | 246   | 383   |

График промене броја становника у току последњих година